# Vorgeschichtsweg Seemoor

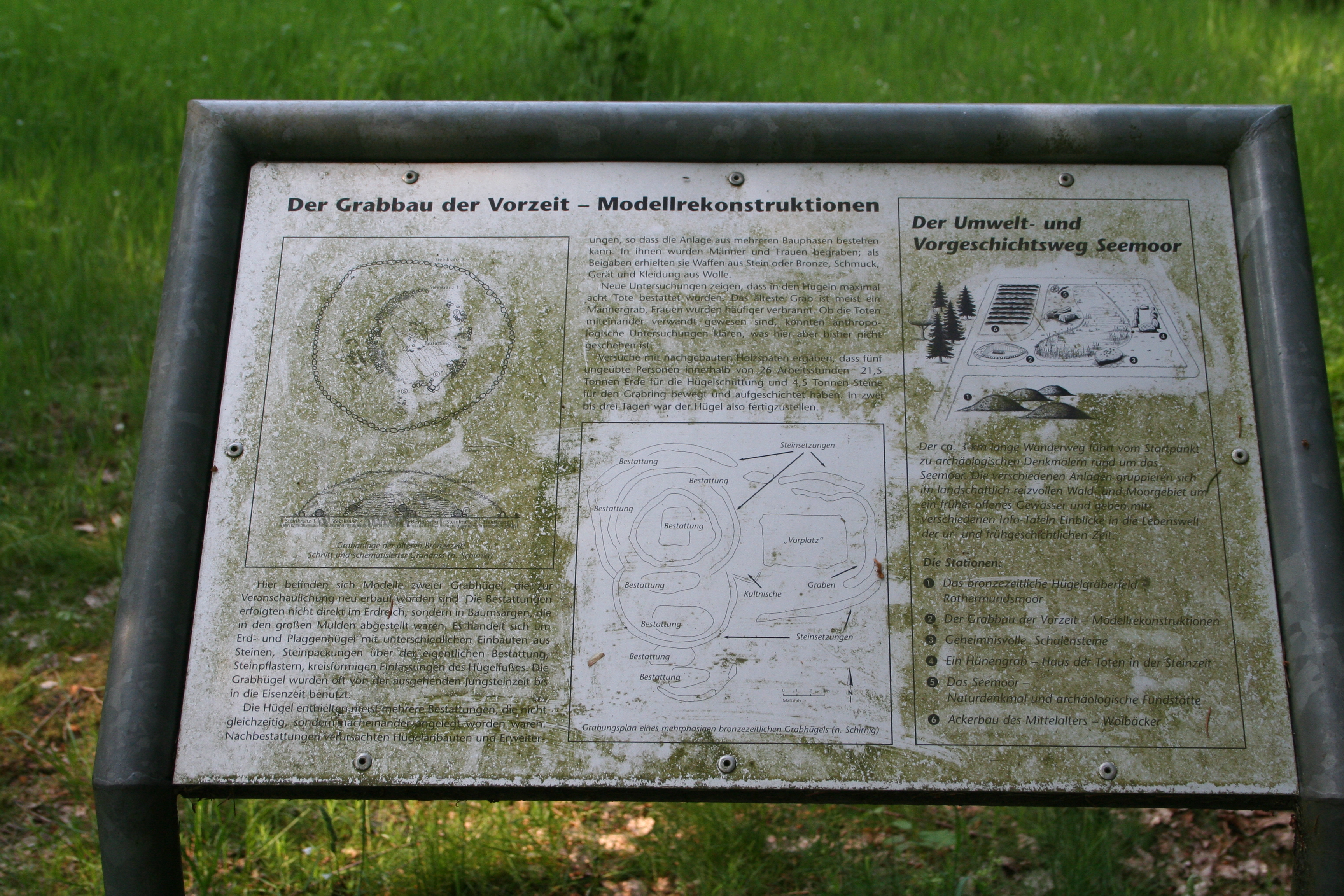
Vorgeschichtsweg Seemoor

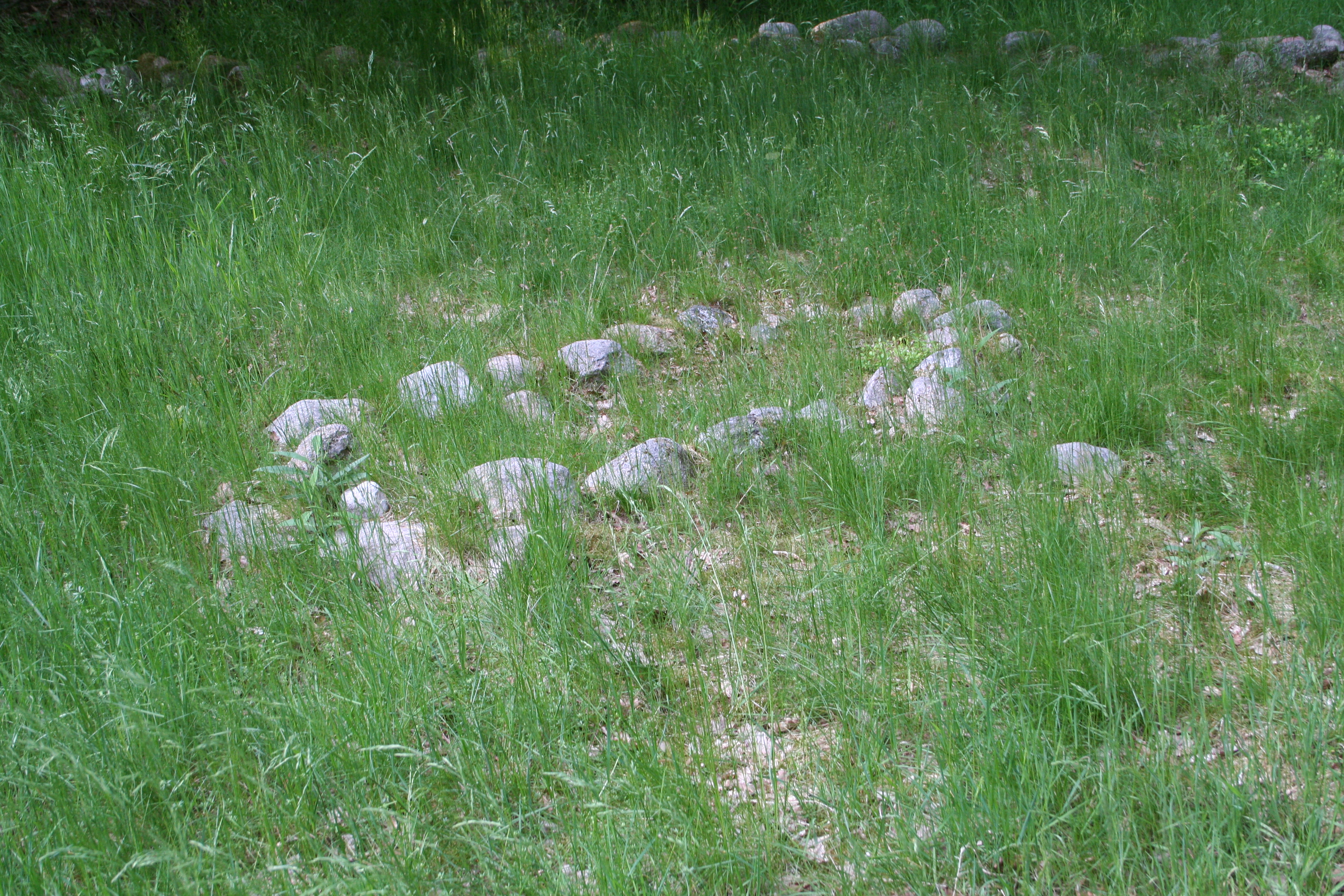
Rekonstruktion am Vorgeschichtsweg Seemoor

Der 2,8 km lange Vorgeschichtsweg Seemoor liegt in einem Waldgebiet 1,5 km östlich des Ortes Steden im Landkreis Osterholz im Elbe-Weser-Dreieck in Niedersachsen.
Die zumindest teilweise erhaltenen (und durchnummerierten) Denkmäler bestehen aus:
- 01 einem Hügelgräberfeld der Bronze- und Eisenzeit
- 02 einer Anzahl rekonstruierter Grabtypen
- 03 mittelalterlichen Äckern im Wald
- 04 + 07 neolithischen Megalithanlagen
- 05 einem Hinweis auf Fund eines Speichenrades und eines Jochs, niedergelegt um die Zeitenwende.
- 06 + 09 einzelnen Grabhügel der Bronzezeit
- 08 einem Hinweis auf den Fund von Urnengräbern
- 10 dem hierhin versetzten Schalenstein mit 12 Schälchen

## Die Großsteingräber
Nr. 4 (Steden 1; Sprockhoff Nr. 627) ist eine gestörte Kammer im Rundhügel. Drei ihrer vier Decksteine sind zwischen die sechs seitlichen Tragsteine verstürzt. Ein Abschlussstein fehlt.
Nr. 7 (Steden 2; Sprockhoff Nr. 628) ist ein im Jahre 1975 ausgegrabenes und restauriertes Ganggrab. Die acht Trag- und zwei Abschlusssteine bilden einen Kammerraum von 6 × 1,5 m. Alle Decksteine der Kammer fehlen. Der kurze, mit einem großen Stein bedeckte Gang, von dessen vier Trägersteinen noch drei vorhanden sind, liegt etwa in der Mitte der Südseite. Die hier gemachten Funde bestanden aus Knochenhaufen, Pfeilspitzen, Schmuck und zerscherbter Tiefstichkeramik sowie Urnen aus dem 1. Jahrhundert v. Chr. Die Anlage der Trichterbecherkultur (3900–2800 v. Chr.) wurde auch von den Trägern der nachfolgenden Schnurkeramischen Kultur genutzt. Vor dem schräg angesetzten Gang fanden sich Scherben und Hinweise auf Feuerstellen.